# 嘯台
嘯台（しょうだい）は、中国の地名。
伝説によると、黄帝の子「玄囂（げんしょう）」狩猟のひと休み場所であり、そのために「囂台（しょうだい）」に命名されたそうである。もう一つの伝説は、魏晋の名士孫登がここで嘯き・吟詠したことがあるので、「嘯台（しょうだい）」と呼ばれたそうである。
昔から文化人が酒を飲んで詩を吟ずる勝地であり、宋の陸游は栄州の官吏を担任した時に、よくこの台に登って詩を吟ずって、所感を述べたことがある。そのために「嘯台で飲酒して雲の上に歩く如く、仙人の洞窟へ梅を探している所に、頭巾が雨に濡れた」の詩を残した。
嘯台石刻の遺跡がたくさんあって、その中でも羅漢群造型が珍しく、中国国内でもめったになくて、比較的に高い歴史芸術価値を持ってある。